# Hyperion Records
Pour les articles homonymes, voir Hyperion.
Hyperion Records est un label discographique indépendant britannique créé en 1980 et voué à la musique classique.

## Histoire
La société est nommée d'après Hypérion, l'un des Titans de la mythologie grecque. Elle a été fondée en 1980 par Ted (George Edward) Perry (1931-2003). Les premières sorties comprenaient des enregistrements rares de musique britannique par des compositeurs du XXe siècle tels Robin Milford, Alan Bush ou Michael Berkeley. Le succès de l'entreprise a été scellé avec un disque acclamé par la critique et extrêmement populaire d’un enregistrement de Hildegarde de Bingen, Une plume sur le souffle de Dieu, dirigé par le médiéviste Christopher Page et son groupe Gothic Voices. Simon Perry, le fils du fondateur, est de longues années directeur de la société. En 2023, il est remplacé à l'occasion du rachat du label par David Sharpe et Adam Barker.
Hyperion se fait un nom en enregistrant des œuvres peu connues, et en faisant revivre des concertos pour piano romantiques qui étaient sortis du répertoire, ainsi que des œuvres de compositeurs romantiques écossais, puis des musiques anglaises de la Renaissance au Baroque,.
Hyperion est particulièrement connu pour la série d'enregistrements de l’œuvre complète pour piano de Franz Liszt par Leslie Howard (en 95 CD), ainsi que pour l’édition complète de lieder de Franz Schubert,, préparée sous la supervision de l'accompagnateur Graham Johnson, et les nombreux oratorios de Haendel et œuvres chorales de Henry Purcell sous la direction de Robert King et des œuvres vocales d'Anton Bruckner par Matthew Best. Plus récemment, Stephen Hough a enregistré tous les concertos pour piano de Rachmaninov et la Rhapsodie sur un thème de Paganini en utilisant la partition originale du compositeur.
Hyperion se distingue également par l'ampleur du répertoire enregistré, comprenant des musiques allant du XIIe siècle au XXIe siècle. Le label est également réputé pour les enregistrements complets des lieder de Carl Loewe, Robert Schumann, Mendelssohn, et Richard Strauss. Hyperion a également enregistré une série de concertos romantiques pour violon et pour violoncelle. La pianiste canadienne Angela Hewitt (OBE) a enregistré un cycle complet des œuvres pour clavier de Bach, tandis que Christopher Herrick a enregistré ses œuvres pour orgue.
Les enregistrements publiés par Hyperion — environ 1 400 références — remportent de nombreux prix, parmi lesquels plusieurs Gramophone Awards, ainsi que l’« Album de l'année » en 1996, 1998, 2002 et 2010. Ted Perry, le fondateur a été élu au « Temple de la renommée » de la revue Gramophone en avril 2012.
Le label publie environ 80 nouveaux titres par an. En 2023, Hyperion Records est absorbé par le groupe Universal Music.

## Artistes
Parmi les artistes emblématiques du label, figurent notamment le chef d'orchestre Peter Holman, les pianistes Graham Johnson, Leslie Howard, Marc-André Hamelin, Stephen Hough, Steven Osborne, Cédric Tiberghien, Angela Hewitt et Pavel Kolesnikov (en), la violoniste Alina Ibragimova, le violoncelliste Steven Isserlis et des ensembles de chambre tels le Quatuor Takacs ou le Nash Ensemble,.